# Puerto de Nutrias (Venezuela)
Pour les articles homonymes, voir Puerto de Nutrias.
Puerto de Nutrias est la capitale de la paroisse civile de Puerto de Nutrias de la municipalité de Sosa dans l'État de Barinas au Venezuela.